# MasterCard Lola
MasterCard Lola Formula One Racing Team, também conhecida por MasterCard Lola ou apenas Lola, foi uma equipe de Fórmula 1 que participou da temporada de 1997, porém, não conseguindo se classificar para o Grande Prêmio da Austrália. Após esta corrida, foi declarada a falência da mesma.
Foi fundada por Eric Broadley e tinha sede em Huntingdon.

## História
Após 29 anos (havia fornecido chassis para Honda, Embassy Hill, Haas, Larrousse e Scuderia Italia), a Lola volta a investir em um projeto de equipe própria. Seu proprietário, Eric Broadley, oficializou a criação de um time que competiria sob exclusividade da empresa.
Um protótipo batizado de T95/30 foi testado por Allan McNish em 1995 e Broadley manifestou seu desejo de colocar o time na F-1 em 1998, dois anos após a MasterCard confirmar que seria seu principal patrocinador. Mas a empresa de cartões de crédito, juntamente com os demais patrocinadores, pressionou a Lola a antecipar sua estreia na categoria para 1997.
A Lola foi a última equipe a apresentar o carro, chassi nomeado de T97/30, foi baseado na tecnologia da CART, porém foi desenvolvido em apenas cinco meses sem a ajuda de túneis de vento e apresentado à imprensa em 20 de fevereiro de 1997, e que chegou à Austrália com apenas um shakedown (teste de vereficação) feito na Inglaterra. O motivo foi um atraso no desenvolvimento do motor, projetado por Al Melling, e que seria nomeado Lola V10. Desenvolvido fora do tempo necessário, o propulsor foi mudado e o carro utilizaria motores Ford Zetec-R V8, o mesmo usado pela em 1996 pela Forti Corse. A pretensão da escuderia era ficar à frente da também recém-criada Stewart Grand Prix, citando também a tradicional Arrows, que havia contratado Damon Hill, campeão da temporada anterior.
No lançamento do carro, Broadley afirmou que a equipe tinha como principal objetivo em longo prazo de ser campeã de construtores até 2001.

## Estreia

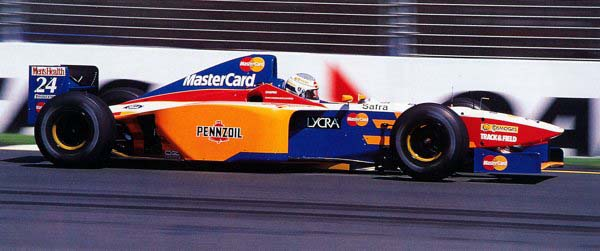
Vincenzo Sospiri (pilotando o carro) e Ricardo Rosset não classificaram o T97/30 para o GP da Austrália de 1997.

O brasileiro Ricardo Rosset, vindo da Footwork-Arrows, e o italiano Vincenzo Sospiri (campeão da Fórmula 3000 em 1995) formaram a dupla de pilotos da Lola para a temporada de 1997. Nos treinos para o GP da Austrália, as falhas no projeto exibiram as dificuldades que o T97/30 teria em Melbourne.
No duelo interno, Sospiri superou Rosset por 1,1 segundo de vantagem - no geral, ficou a espantosos 11,6 segundos do tempo da pole-position de Jacques Villeneuve, enquanto que o brasileiro fez pior: ao iniciar a reaceleração com marcha menor na curva 4, tracionou mais do que o aparato aerodinâmico do carro permitiria, causando uma rodada no local. Rosset faria o tempo de 1.42.086 (12,7 segundos de desvantagem em relação ao tempo da pole).
Mesmo com o vexame causado em Melbourne, a Lola tentou apagar o fiasco da corrida no GP do Brasil. Entretanto, a MasterCard ficou tão insatisfeita com o desempenho que retirou o patrocínio (assim como os demais patrocinadores que se envolveram nesse projeto), causando o encerramento das atividades da equipe na F-1. Os pilotos: Ricardo Rosset ficou sabendo que foi desligado do time por Eric Broadley, proprietário da escuderia. Rosset regressou à Fórmula 1 em 1998 pela Tyrrell (já vendida para a Reynard e para a British American Racing em dezembro de 1997) e Vincenzo Sospiri soube na quinta-feira por um jornal brasileiro que o time tinha terminado. Ele ligou para Rosset, que confirmou o encerramento de todos no time. O piloto italiano não voltou a pilotar um carro de F-1.
O péssimo desempenho da Lola na Austrália teve consequências para a empresa, que acumulou 6 milhões de libras em dívidas e entrou em concordata semanas depois. Porém, o empresário irlandês Martin Birrane salvou a Lola da falência e promoveu uma renovação nas finanças da empresa, que não voltaria a investir na F-1 desde então.
Entre a apresentação do carro e o fim da equipe, passaram-se apenas 34 dias.

## Resultados[14]
(legenda)
| Ano  | Chassi | Motor               | Pneus | N° | Pilotos          | 1   | 2   | 3   | 4   | 5   | 6   | 7   | 8   | 9   | 10  | 11  | 12  | 13  | 14  | 15  | 16  | 17  | Pontos | Posição |  |
| ---- | ------ | ------------------- | ----- | -- | ---------------- | --- | --- | --- | --- | --- | --- | --- | --- | --- | --- | --- | --- | --- | --- | --- | --- | --- | ------ | ------- |  |
|      |        |                     |       |    |                  |     |     |     |     |     |     |     |     |     |     |     |     |     |     |     |     |     |        |         |  |
|      |        |                     |       |    |                  | AUS | BRA | ARG | SMR | MON | ESP | CAN | FRA | GBR | GER | HUN | BEL | ITA | AUT | LUX | JPN | EUR |        |         |  |
| 1997 | T97/30 | Ford ECA Zetec-R V8 | B     | 24 | Vincenzo Sospiri | NQ  |     |     |     |     |     |     |     |     |     |     |     |     |     |     |     |     | -      | -       |  |
| 1997 | T97/30 | Ford ECA Zetec-R V8 | B     | 25 | Ricardo Rosset   | NQ  |     |     |     |     |     |     |     |     |     |     |     |     |     |     |     |     | -      | -       |  |